# Murattiani
I murattiani furono un gruppo politico e militare del Regno delle Due Sicilie, attivo principalmente nei primi anni del Regno. Erano soprattutto funzionari e generali, ma anche intellettuali di formazione illuministica, che avevano prestato servizio sotto il re di Napoli Gioacchino Murat e che dopo la restaurazione della monarchia borbonica al termine delle guerre napoleoniche, erano rimasti fedeli ai suoi ideali e a quelli diffusi in Italia dalla rivoluzione francese. Per questo motivo i Borbone dubitavano della loro fedeltà.
I murattiani non erano un partito politico strutturato, bensì una élite dalle tendenze eterogenee. Quando nel 1821 i moti liberali furono repressi, molti murattiani furono costretti a fuggire dal Regno per evitare la condanna a morte. In seguito intervennero nella vita politica del Regno delle Due Sicilie solo a fasi alterne, fino a che il gruppo non cessò definitivamente di esistere con la seconda guerra d'indipendenza italiana.

## Storia

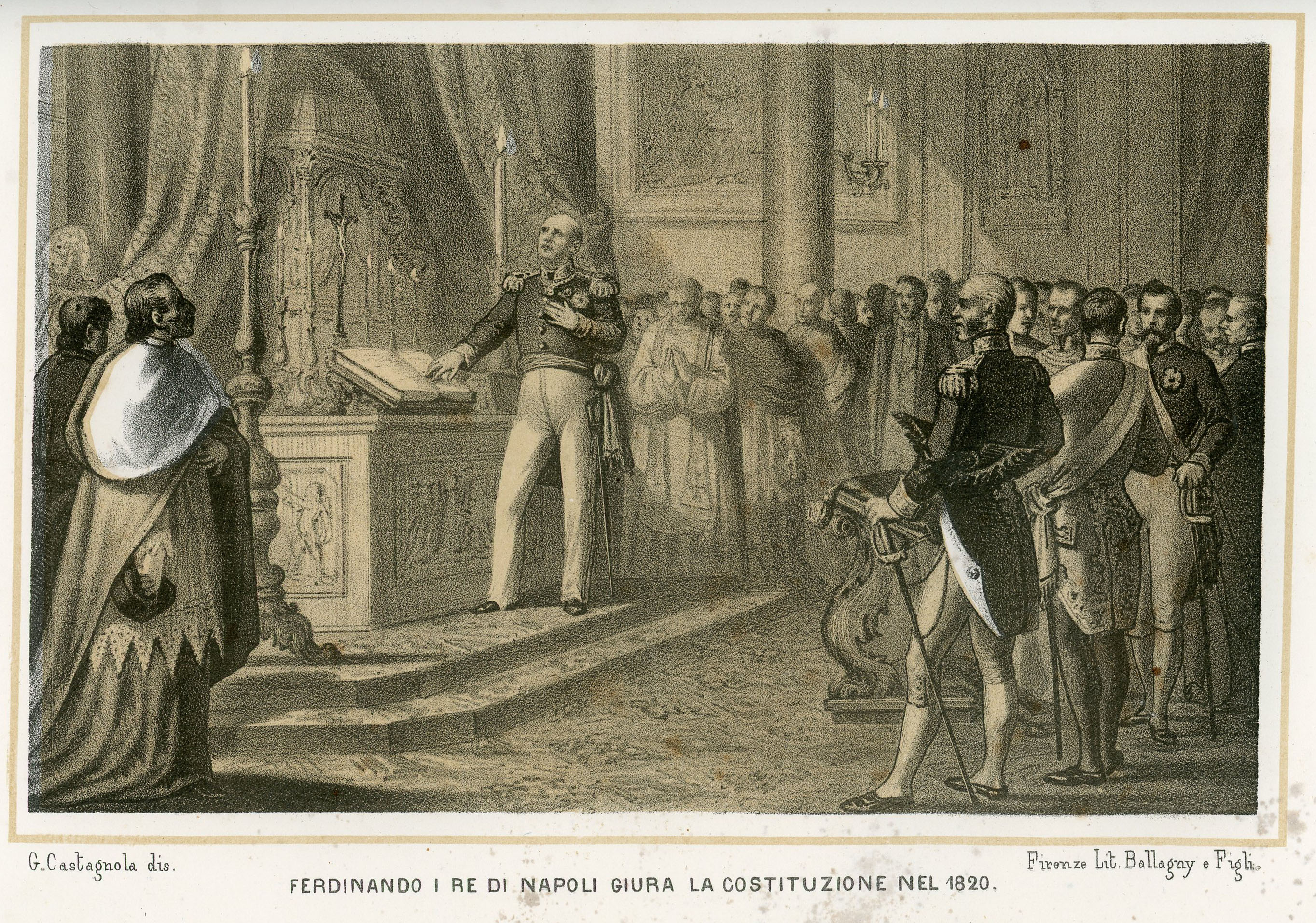
Ferdinando I re di Napoli giura la costituzione nel 1820, litografia di Gabriele Castagnola. I murattiani erano, insieme ai carbonari, i principali sostenitori della costituzione napoletana

La loro principale rivendicazione era la promulgazione di una costituzione e l'introduzione di riforme liberali nell'amministrazione dello Stato e per la concessione di un parlamento, punti in favore dei quali facevano pressioni sul re Ferdinando I. Erano centralisti, in quanto si opponevano all'indipendenza della Sicilia dal Regno, seppur accettassero una parziale autonomia, ed erano di tendenze patriottiche, in quanto ex sostenitori del proclama di Rimini di Murat durante il suo tentativo di unificare l'Italia, ed anche, nella maggior parte, ex sostenitori della Repubblica Napoletana del 1799. Per questo motivo, nel 1821 si opposero all'invasione austriaca delle Due Sicilie per ripristinare la monarchia assoluta. Alcuni di essi, come Guglielmo Pepe e Pietro Colletta, erano moderati e simpatizzavano per la Carboneria, mentre i più conservatori, come Michele Carrascosa, non erano completamente liberali, diffidavano dei carbonari e si mantenevano su posizioni conservatrici e moderatamente clericali. Anche i più conservatori comunque si distanziavano dai reazionari, fortemente contrari alla costituzione e al parlamento, apertamente filo-borbonici e clericali.
I murattiani furono inizialmente sostenuti dal presidente del Consiglio Luigi de' Medici di Ottajano e dal ministro Donato Tommasi, esponenti del dispotismo illuminato, attraverso la politica dell'amalgama, con la quale si integrava nella legislazione delle Due Sicilie i codici e le riforme del decennio francese e si amalgamava la burocrazia borbonica con quella napoleonica, ma quando nel 1821 i moti liberali furono repressi, furono costretti a fuggire dal Regno, o addirittura dall'Italia, per evitare la condanna a morte, oppure cambiarono schieramento, decidendo di appoggiare in modo definitivo la monarchia borbonica, come nel caso di Carlo Filangieri.

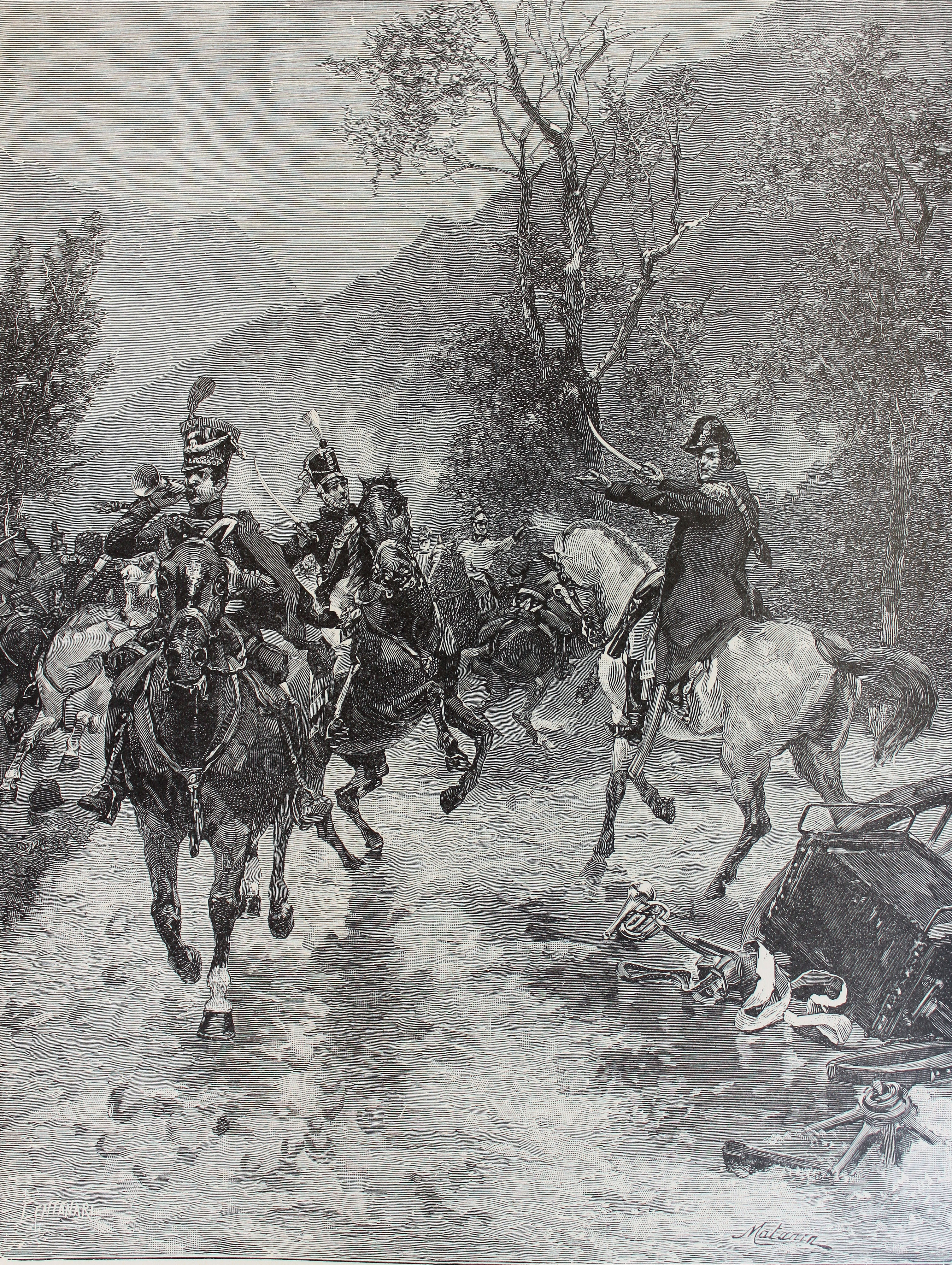
Il generale Guglielmo Pepe alla battaglia di Rieti-Antrodoco. Nel 1821 i generali murattiani difesero il Regno delle Due Sicilie dall'invasione austriaca

Tuttavia i murattiani non scomparvero con la repressione austriaca degli anni 1820, ma tornarono brevemente sulla scena politica nel 1830-1831, quando il re Ferdinando II ne richiamò molti per prendere parte alle nuove timide riforme liberali e burocratiche. Ricomparvero di nuovo durante la prima guerra d'indipendenza italiana, quando Ferdinando II, sulla scia dei moti siciliani e campani, concesse la costituzione e il parlamento, e di conseguenza gli esuli poterono tornare nel Regno. Durante il biennio 1848-1849 i murattiani servirono nuovamente la monarchia borbonica e alcuni ebbero cariche importanti nel Regno delle Due Sicilie. Pepe fu nominato comandante delle truppe inviate nell'Italia settentrionale al fianco del Regno di Sardegna, mentre Filangieri combatté contro la rivoluzione siciliana. In particolare Pepe, in seguito al ritiro dalla guerra delle Due Sicilie, decise di disertare e rimase a combattere gli austriaci, motivo per il quale, dopo la fine dell'ondata rivoluzionaria, fu nuovamente condannato all'esilio. Gli altri murattiani che si erano opposti al ritiro napoletano e alla soppressione del costituzionalismo, si ritirarono a vita privata.

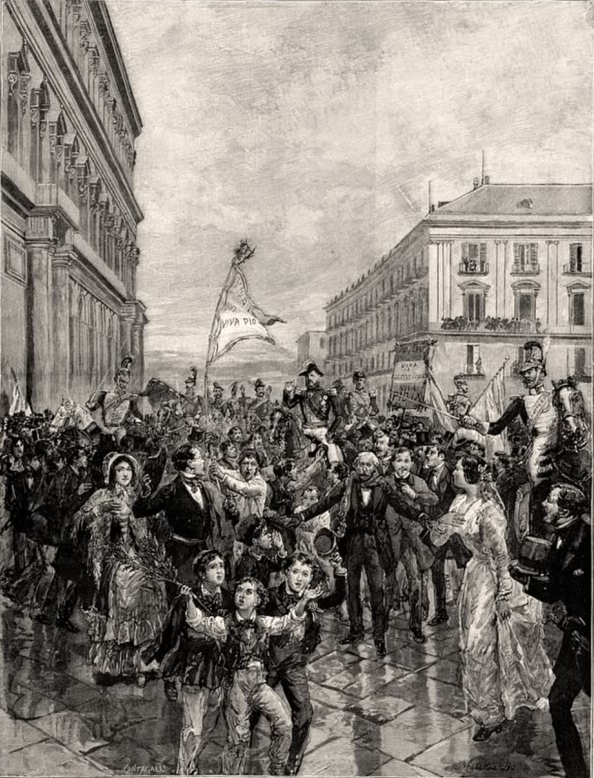
Ferdinando II delle Due Sicilie giura la costituzione nel 1848

Durante gli anni '50 alcuni degli esponenti ancora in vita del gruppo, aderirono al nuovo movimento, di più ampio supporto politico e legato al Secondo Impero francese, denominato murattismo. In base agli accordi di Plombières, fu infatti paventato di scacciare i Borbone ed affidare il trono delle Due Sicilie a Luciano Murat, figlio di Gioacchino, ma a seguito degli sviluppi della seconda guerra d'indipendenza, ciò non avvenne. Infine, con la scomparsa del Regno nel 1860 a seguito della spedizione dei Mille, il gruppo murattiano cessò definitivamente di esistere.

## Esponenti principali

### Presidenti del Consiglio

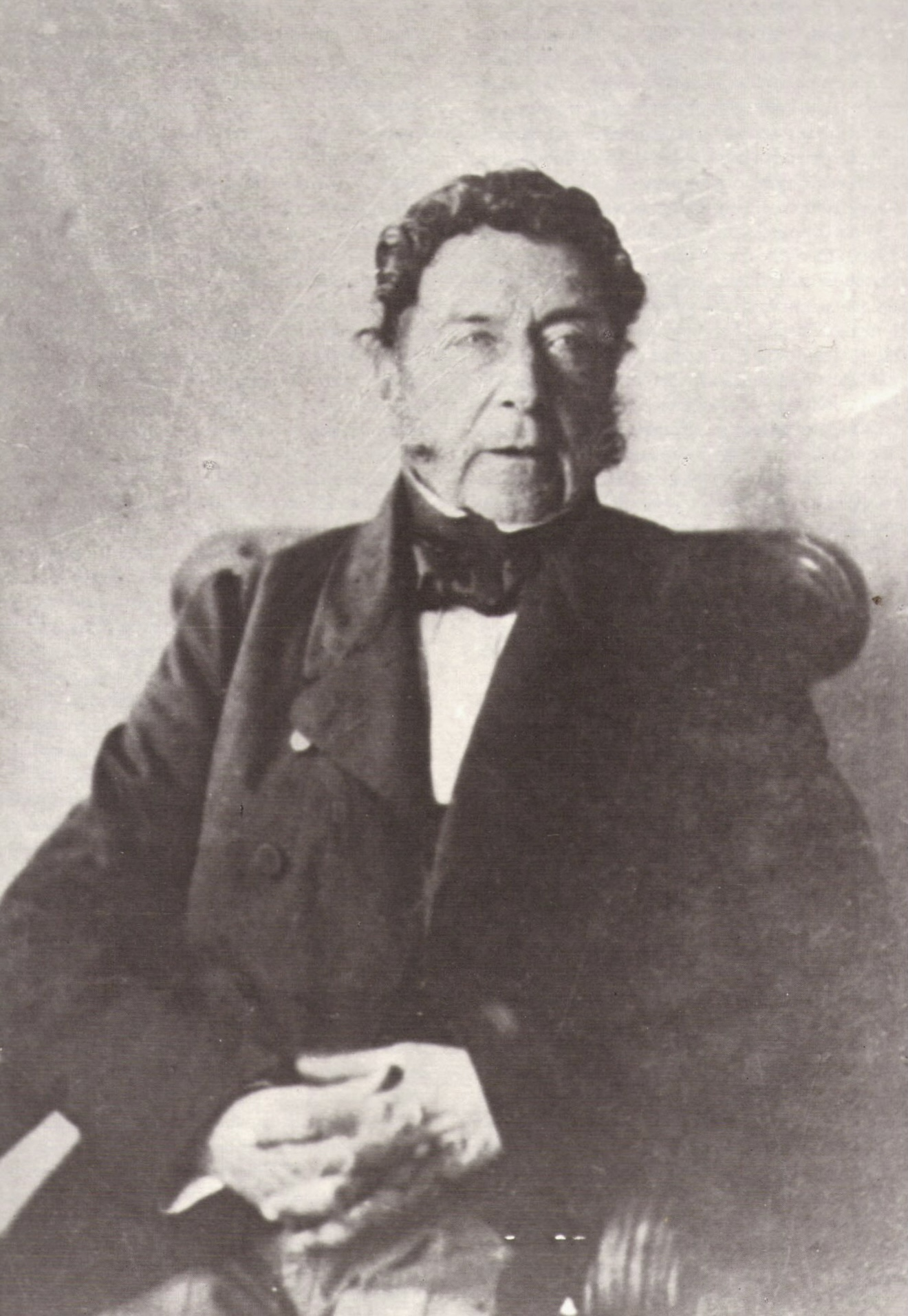
Carlo Filangieri, principe di Satriano. Nel 1859, presidente del Consiglio dei ministri del Regno delle Due Sicilie, tentò di trattare un'alleanza franco-sardo-napoletana e si adoperò per la concessione di una nuova costituzione, ma invano. Alla sua morte nel 1867, era l'ultimo importante ex murattiano ancora in vita

Tra gli uomini che servirono il Regno di Napoli murattiano, tre ricoprirono successivamente la carica di presidente del Consiglio dei ministri del Regno delle Due Sicilie:
- Gennaro Spinelli di Cariati (1848-1849)
- Giustino Fortunato (1849-1852)
- Carlo Filangieri (1859-1860)

### Civili
- Fabio Albertini
- Felice Amati
- Rocco Beneventano
- Luigi Blanch
- Francesco Paolo Bozzelli
- Giuseppe Carignani di Novoli
- Michele Angelo Cianciulli
- Vincenzo Cuoco

- Melchiorre Delfico
- Luca de Samuele Cagnazzi
- Giuseppe de Thomasis
- Giacinto Dragonetti
- Matteo Angelo Galdi
- Nicola Intonti
- Marzio Mastrilli
- Ottavio Mormile

- Antonio Nolli
- Giuseppe Poerio
- Giuseppe Raffaelli
- Francesco Ricciardi
- Antoine Christophe Saliceti
- Nicola Santangelo
- David Winspeare
- Giuseppe Zurlo

### Militari
- Luigi Amato
- Luigi Arcovito
- Lucio Caracciolo di Roccaromana
- Giovanni Battista Caracciolo di Vietri
- Michele Carrascosa
- Andrea Colonna di Stigliano
- Pietro Colletta
- Angelo d'Ambrosio
- Francesco Macdonald

- Giuseppe Parisi
- Gabriele Pedrinelli
- Florestano Pepe
- Guglielmo Pepe
- Andrea Pignatelli di Cerchiara
- Francesco Pignatelli di Strongoli
- Vincenzo Pignatelli
- Giuseppe Rosaroll
- Giuseppe Scarlata Xibilia Platamone